# Philip Baker Hall
Philip Baker Hall (født 10. september 1931, død 12. juni 2022) var en amerikansk skuespiller kendt bl.a. fra Paul Thomas Andersons film Hard Eight, Boogie Nights og Magnolia.

## Filmografi i udvalg
- Hard Eight (1996)
- The Rock (1996)
- Boogie Nights (1997)
- The Truman Show (1998)
- Rush Hour (1998)
- Enemy of the State (1998)
- The Insider (1999)
- Magnolia (1999)
- The Talented Mr. Ripley (1999)
- Rules of Engagement (2000)
- Rush Hour 2 (2001)
- The Sum of All Fears (2002)
- Dogville (2003)
- The Matador (2005)
- Rush Hour 3 (2007)
- Operation Argo (2012)